# Jörg Stülke
Jörg Stülke (* 11. April 1964 in Greifswald) ist ein deutscher Mikrobiologe. Er ist seit Oktober 2003 Professor und Leiter der Abteilung für Allgemeine Mikrobiologie an der Georg-August-Universität Göttingen.

## Ausbildung und Beruf
Von 1985 bis 1990 studierte Stülke Biologie, von 1990 bis 1993 promovierte er bei Michael Hecker im Institut für Mikrobiologie an der Ernst-Moritz-Arndt-Universität Greifswald. Von 1994 bis 1996 war er Postdoktorand am Institut Pasteur in der Gruppe von Georges Rapoport und habilitierte anschließend an der Friedrich-Alexander-Universität Erlangen am Lehrstuhl von Wolfgang Hillen. Seit 2003 ist Stülke Professor am Institut für Mikrobiologie der Georg-August-Universität Göttingen.

## Forschungsarbeiten
Stoffwechsel und Genregulation von Bacillus subtilis und Mycoplasma pneumoniae, Entwicklung bioinformatischer Tools.
Stülke ist Mitherausgeber des Journal of Molecular Microbiology and Biotechnology und Mitglied des Editorial Boards der Zeitschriften Molecular Microbiology und Journal of Bacteriology.